# 汤姆·艾利斯
湯馬斯‧約翰‧艾利斯（英語：Thomas John "Tom" Ellis，1978年11月17日—）是一位威爾斯男演員。較為人所知的是在BBC電視劇《東區人》中飾演奧利佛·考辛斯醫生，以及在《凱薩琳·塔特秀》中模仿《迴轉幹探》的山姆·史皮德警長（Sergeant Sam Speed）。他曾在BBC第一台喜劇《勾搭》中飾演山姆，也曾在BBC第二台/BBC第一台的《米蘭達》中飾蓋瑞。美國的觀眾較熟知的是他所主演的兩部美國電視劇中的影集同名角色，USA電視台的《痞子神醫》和Netflix的《路西法》。

## 個人生活
艾利斯來自卡地夫，父母親是克里斯多福‧約翰‧艾利斯（Christopher John Ellis）和瑪莉琳‧琴（Marilyn Jean）。他的父親、姐姐和叔叔都是基督教牧師。而他的叔叔也是攝政公園學院的校長，他的父親曾就讀此校。艾利斯曾就讀位於雪菲爾的高斯托爾斯學校，並在就學期間擔任雪菲爾青年交響樂團的法國號手。他在2006年和演員塔姆金‧奧絲維特結婚，但這段婚姻在2014年以離婚收場。在2008年6月25日時，奧絲維特產下他們第一個女兒佛羅倫斯‧艾爾希。艾利斯還有一個來自前一段感情的女兒諾拉。在2008年12月20日，艾利斯夫婦參加了ITV電視台的節目《明星夫婦：聖誕節特輯》。2012年3月19日，艾利斯在推特上宣布奧絲維特懷了他們的第二個女兒瑪妮‧梅，梅在同年的8月2日出生。2013年8月29日，由發言人代雙方宣布分手，奧絲維特在隔月訴請離婚，並表示艾利斯的不忠是導致兩人分開的原因。

## 事業
艾利斯其他較廣為人知的角色包含了第四台《絕非天使》中的賈斯汀（Justyn），以及在BBC第一台再度回歸的科幻影集《超時空奇俠》飾演該劇第三系列最後三集中出現的湯馬士‧密利根。2009年7月以及8月，艾利斯和菲‧雷普莉一起演出ITV電視台喜劇《討厭的星期一》。2013年，他演出ABC電視台的現代超自然電視電影《格西卡》，在片中他飾演維特‧弗蘭克斯坦〈一位努力想讓女兒安娜復活的天才博士〉。艾利斯曾主演USA電視台影集《痞子神醫》的主角羅許，一位在好萊塢的醫生。2015年2月，FOX電視台宣布將由艾利斯主演由同名漫畫改編的影集《路西法》的主角路西法，該影集在2016年1月25日首播。

## 作品列表
| 年份          | 標題                        | 角色                             | 附註                         |
| ------------- | --------------------------- | -------------------------------- | ---------------------------- |
| 2001年        | 《尼古拉斯·尼克爾貝歷險記》 | 約翰·布勞迪 John Browdie         |                              |
| 2001年–02年   | Nice Guy Eddie              | 法蘭克·貝內特 Frank Bennett      |                              |
| 2001年        | 《強盜美眉》                | 警員                             |                              |
| 2001年        | 《蠻牛戰士》                | 史庫阿許 Squash                  |                              |
| 2003年        | Pollyanna                   | Timothy                          |                              |
| 2003年        | I'll Be There               | Ivor                             |                              |
| 2004年        | Messiah III: The Promise    | Dr. Phillip Ryder                |                              |
| 2004年        | 《天使薇拉卓克》            | Police Officer                   |                              |
| 2005年        | Much Ado About Nothing      | Claude                           |                              |
| 2005年        | Midsomer Murders            | Lee Smeeton                      | Episode: "Midsomer Rhapsody" |
| 2005年        | Waking the Dead             | Harry Taylor                     | Episode: "Straw Dog"         |
| 2005年–06年   | No Angels                   | Justyn                           |                              |
| 2006年        | 《东区人》                  | Dr. Oliver Cousins               |                              |
| 2006年        | 《凯瑟琳·塔特秀》           | Detective Sergeant Sam Speed     |                              |
| 2007年        | Suburban Shootout           | P.C. Haines                      |                              |
| 2007年        | 《最後的時間領主》          | Tom Milligan                     |                              |
| 2007年        | 《凯瑟琳·塔特秀》           | Detective Sergeant Sam Speed     |                              |
| 2008年        | Trial & Retribution         | Nick Fisher                      |                              |
| 2008年        | Miss Conception             | 札克 Zak                         |                              |
| 2008年        | The Passion                 | Apostle Philip/Philip            |                              |
| 2009年        | 《討厭的星期一》            | 史蒂芬 Steven                    |                              |
| 2009年–15年   | 《米兰达》                  | Gary Preston                     |                              |
| 2010年        | Dappers                     | 馬可 Marco                       |                              |
| 2010年        | 《梅林传奇》                | Cendred                          |                              |
| 2010年        | 《被告人》                  | 尼爾 Neil                        |                              |
| 2011年        | 《灵界》                    | Mark Etches                      |                              |
| 2011年        | 《糖果鎮》                  | Max Burr                         |                              |
| 2012年        | Gates                       | Mark Pearson                     |                              |
| 2012年        | 《鬼宅秘闻》                | Gabe Caleigh                     |                              |
| 2013年        | 《童话镇》                  | Robin Hood                       | Episode: "Lacey"             |
| 2014年        | 《痞子神醫》                | Dr. William Rush                 | Lead role                    |
| 2015年        | 《活屍末日》                | 羅布·布萊德利 Rob Bradley        |                              |
| 2016年–2021   | 《魔鬼神探》                | 路西法．晨星 Lucifer Morningstar |                              |
| 2022年–2024年 | 《Tell me lies》            | Oliver                           |                              |

## 外部連結
- Tom Ellis在互联网电影资料库（IMDb）上的資料（英文）